# Lövdvärgbock
Lövdvärgbock (Tetrops gilvipes) är en skalbaggsart som först beskrevs av Franz Faldermann 1837.  I den svenska databasen Dyntaxa används istället namnet Tetrops praeustus. Lövdvärgbock ingår i släktet Tetrops och familjen långhorningar.
Artens utbredningsområde är:
- Frankrike.
- Iran.

Arten är reproducerande i Sverige. Inga underarter finns listade i Catalogue of Life.